# Papaveraceae
Las papaveráceas (Papaveraceae) son una familia de angiospermas del orden Ranunculales. Consta de 42 géneros con alrededor de 775 especies, distribuidas principalmente por las zonas templadas del planeta (sobre todo el hemisferio norte), zona paleotropical y  neotropical, pero prácticamente ausentes en áreas netamente tropicales.
El concepto que aquí se utiliza engloba como subfamilias dos taxones que frecuentemente se consideran familias separadas: Fumariaceae (Bercht. & J. Presl, 1820) (y Pteridophyllaceae (Murb., 1912) Nakai ex Reveal & Hoogland, 1991).

## Descripción

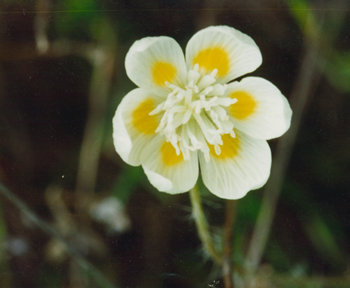
Platystemon californicus

Las especies de esta familia comprenden hierbas anuales, bienales o perennes, raramente arbustos perennifolios o pequeños árboles. Producen látex lechoso o acuoso, coloreado o no, en tubos laticíferos articulados o no, anastomosados o no (excepto en las semillas). Látex y laticíferos están ausentes en Pteridophyllum y Fumarioideae. Pueden ser rizomatosas o estoloníferas, con raíces adventicias, chupones, o tuberosas. Indumento ausente o de pelos unicelulares, o multicelulares uni- o multiseriados, glandulares o no, a veces muy fuertes y agudos, como acúleos. Coléteres presentes.

De hojas alternas, raramente opuestas o verticiladas, o todas basales, pinnatinervias, raramente palmatinervias, usualmente divididas (de pinnatífidas a bipinnatisectas o ternadas), pecioladas o sentadas con base amplexicaule a veces, o la base del peciolo envainante o con apéndices membranosos (en algunas Corydalis), de bordes dentados a espinosos, a veces parcialmente convertidas en zarcillos, sin estípulas. Estomas anomocíticos, hipostomáticos o anfiestomáticos. Hidátodos presentes en los dientes foliares en Papaver.

Los tallos tienen crecimiento monopódico, a veces no ramificado, escaposo, o simpódicos con inflorescencia terminal, con haces vasculares en un anillo, raramente en dos o más (Papaver), nudos 1-3-(8-)lacunares con uno a varios rastros foliares. Raíces diarcas.

Las inflorescencias surgen en racimo, corimbo, panícula o umbela, terminales (axilares en Adlumia), bracteadas o no, o flores solitarias.

Las flores son hipóginas, raramente períginas (Eschscholzia), perfectas, cíclicas, actinomorfas (Papaveroideae), disimétricas (Pteridophyllum, algunas Fumarioideae) o zigomorfas (Fumarioideae). El receptáculo a veces forma un andróforo o un ginóforo. Disco hipógino ausente. Sépalos 2(-4), libres, raramente soldados (Eschscholzia, Eomecon), en un verticilo, usualmente caducos, o formando una caliptra, iguales o ligeramente desiguales, imbricados, o muy pequeños y no cubriendo la corola en el capullo (Pteridophyllum, Fumarioideae). En la mayoría de los géneros tienen 4 pétalos —raramente sin pétalos (Bocconia, Macleaya) o 6-16  (Sanguinaria, Platystemon, Hesperomecon, Canbya, Arctomecon p.p., Papaver p.p.)— libres, en 2(-más) verticilos de 2-3 , usualmente caducos, imbricados y a menudo arrugados en capullo, blancos, amarillos, rojos, anaranjados o azules, o bicolores, en Fumarioideae más o menos esponjosos, los 2 internos con articulación basal, a veces con alas, crestas o espolones y parcialmente soldados en la base o coherentes en el ápice. Androceo de (2-)4-6(-12) o 16-60 estambres, irregularmente dispuestos, o en 3-15 verticilos, raramente en 1 verticilo de 4-6 o 6-12, o 2 de 6, libres, usualmente alternipétalos, en Fumarioideae a veces soldados a los pétalos, filamentos filiformes, clavados, expandidos lateralmente o petaloides, en Fumariaceae usualmente con nectarios basales que penetran en los espolones de los pétalos, anteras basifijas, no versátiles, ditecas, tetrasporangiadas, extrorsas, dehiscencia por hendiduras longitudinales. Gineceo súpero, de 2-20 carpelos, paracárpico, raramente sincárpico (Romneya) o hemicárpico, estilo presente o ausente, estigmas sésiles o apicales y comisurales en lóbulos, confluyentes en un disco o no, secos, papilosos, óvulos 1-muchos por carpelo, anátropos a campilótropos, bitégmicos y crasinucelados, horizontales o ascendentes, placentación parietal, las placentas a veces ocupando todo el lóculo o este dividido por falsos septos, raramente basal (Bocconia) o axial en los ovarios pluriloculares.

El fruto puede ser una cápsula septicida, poricida o valvicida, o indehiscente y uniseminado (una nuez, p. ej. en (Macleaya microcarpa o en Fumarioideae) o un esquizocarpo que se separa en mericarpos uniseminados (Platystemon). El género Ceratocapnos presenta heterocarpia y Cysticapnos vesicaria muestra un fruto peculiar, vesiculoso, con mesocarpo esponjoso y numerosas semillas pequeñas encerradas en una bolsa interna formada por las placentas y el endocarpo.

Las semillas entre 1 a muchas, pequeñas, con o sin arilo, estrofíolo o carúncula, rafe a veces prominente en ala (Eschscholzia), endotesta bien desarrollada, con endospermo abundante, oleoso o raramente granular, embrión usualmente rudimentario con 2 cotiledones (1 en algunas, como  Corydalis y Dicentra).

Polen en mónadas, rara vez en tétradas, globoso a subprolato, tri- a policolpado (4-11 colpos) o poliforado, a veces inaperturado, en Fumarioideae a veces pantoporado o pantocolpado, a veces los poros con un grueso collar alrededor y la intina sobresaliendo a modo de glóbulo, exina usualmente diferenciada en sexina y nexina, escultura usualmente reticulada, a veces espinulosa, foraminada o rugosa, en Fumarioidea equinulada y perforada o coliculada.
Citología
Número cromosómico: x = 6, 7, 8, 9, 10 y 11, llegando hasta 2n = 84 (dodecaploides) en especies de Papaver, Argemone y Meconopsis.

## Ecología

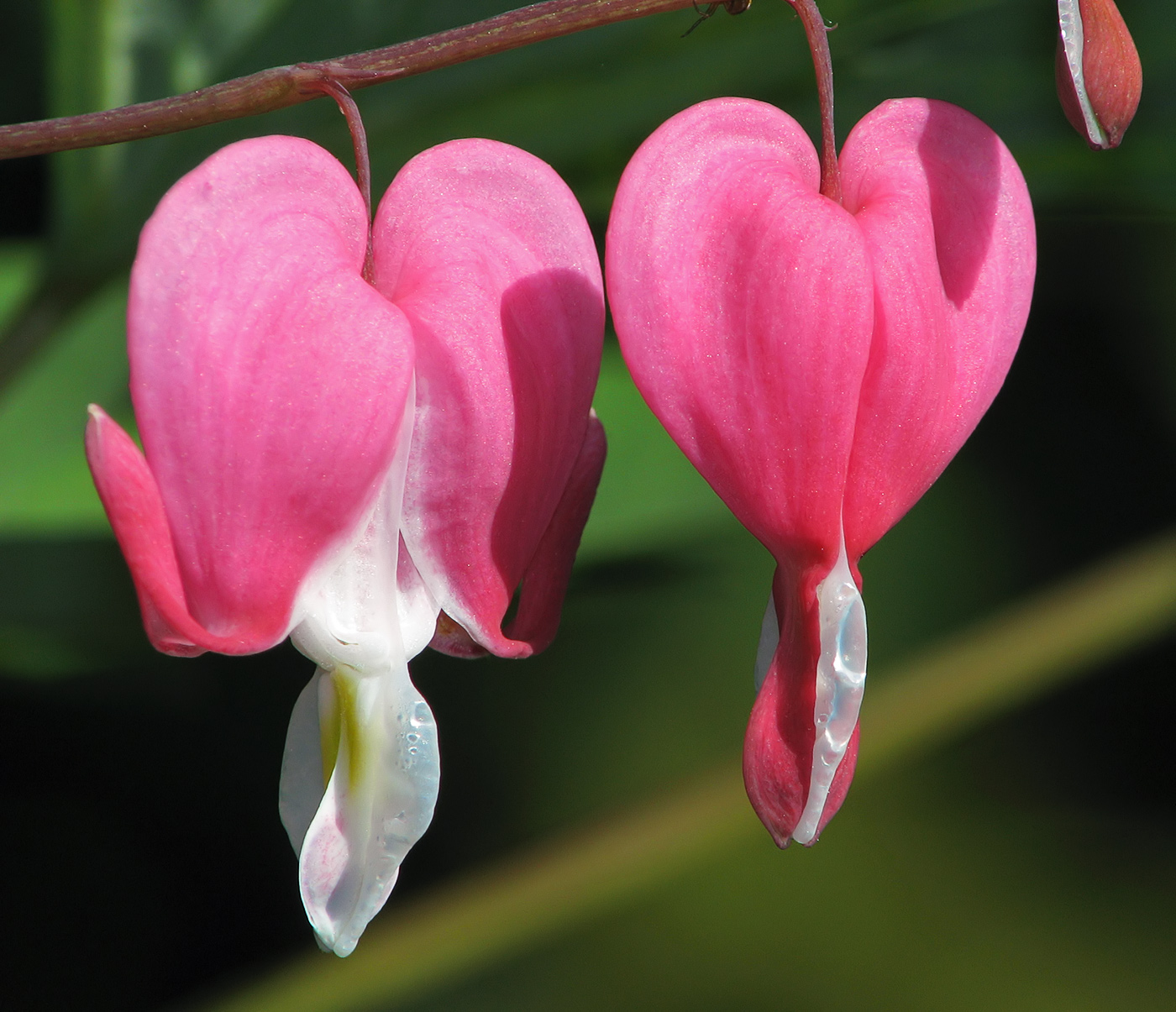
Lamprocapnos spectabilis

La polinización es entomófila (fundamentalmente por dípteros e himenópteros, más raramente por coleópteros), excepto en Bocconia y Macleaya en que parece ser anemófila. La recompensa es polen, no hay néctar. El atrayente visual está compuesto por los pétalos, usualmente de colores brillantes y frecuentemente con guías basales, y a veces también por el androceo, dado que los pétalos caen pronto. Algunas especies, sobre todo árticas y alpinas, refuerzan su atracción con fragancias florales (p. ej. Papaver alpinum huele a clavo), que en el caso de Romneya llegan a narcotizar a los insectos. Las anteras y los estigmas maduran al mismo tiempo, pero Bocconia es claramente protógina, emergiendo los estigmas del cáliz que encierra los estigmas. La autopolinización es común, y en algunos casos (p. ej. Roemeria hybrida) ocurre antes de que el capullo se abra (cleistogamia). La presencia de arilo indica una probable dispersión de las semillas por las hormigas (mirmecocoria), una vez que han sido expulsadas del fruto; en el caso de Bocconia, las semillas quedan adheridas al replo tras la caída de las valvas de la cápsula, quedando expuestas con los brillantes arilos rojos o naranjas a ser consumidas por los pájaros, lo que permitiría su dispersión (ornitocoria). Las semillas que carecen de arilo parecen ser dispersadas por el viento (anemocoria) en las cápsulas que se abren, en los demás casos se liberan al descomponerse el fruto. Numerosas especies de Fumarioideae presentan frutos explosivos (balistas), mientras que en las especies de Rupicapnos y Sarcocapnos, casmófitas, los pedúnculos y pedicelos del fruto son geotrópicos y se alargan para enterrar las semillas al pie de la planta.
Las Papaveroideae son características de zonas frescas y boscosas, formando parte del sotobosque. Secundariamente se ha adaptado a hábitats árticos y alpinos, y a zonas áridas mediterráneas; muchas especies son ruderales y segetales. Pteridophyllum habita en el sotobosque de aciculifolios entre 1000 y 2000 m. Las Fumarioideae se encuentran fundamentalmente en sitios abiertos, canchales alpinos, grietas de rocas verticales o sobreplomadas, algunas especies son ruderales o segetales.

## Fitoquímica

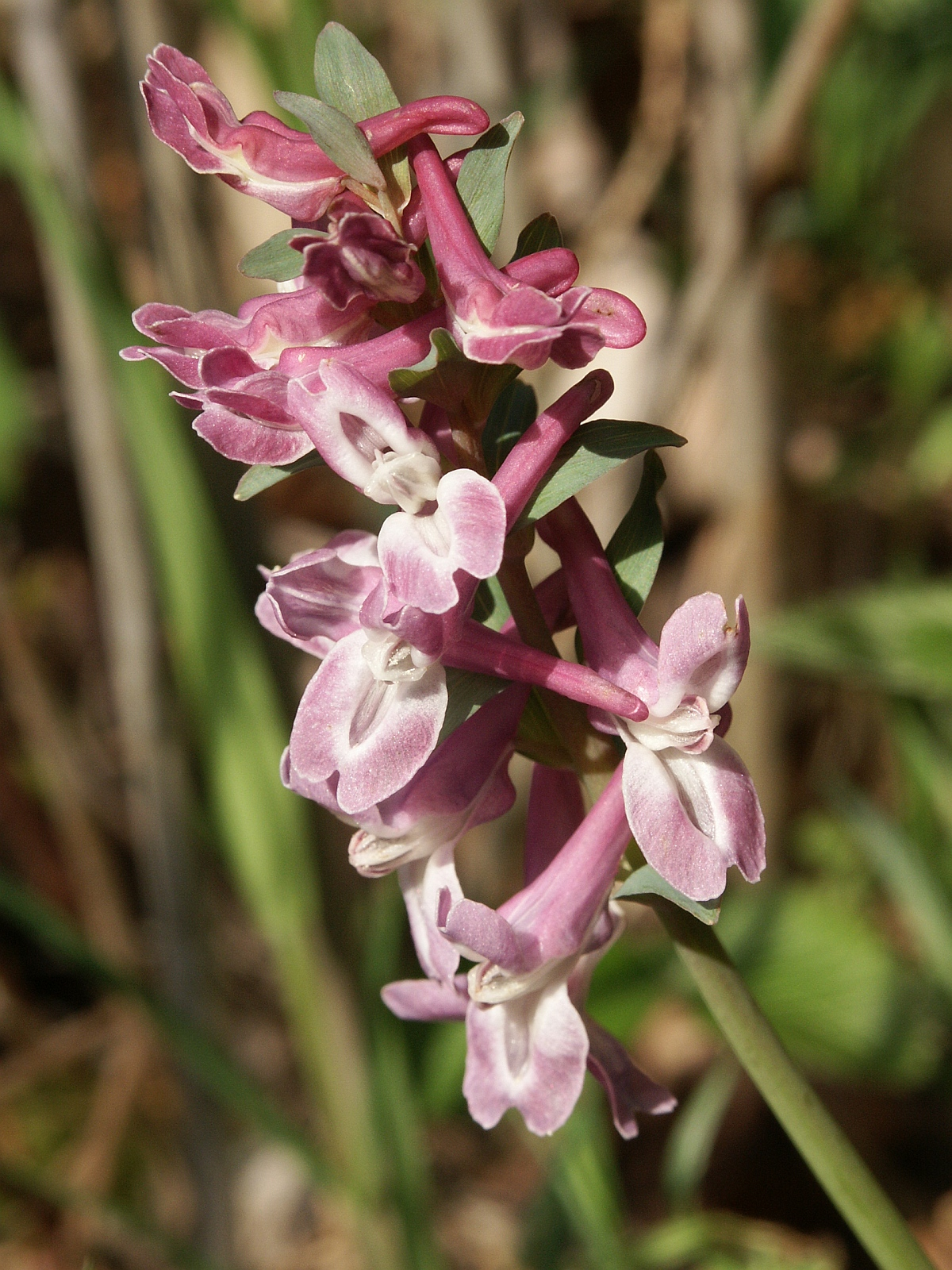
Corydalis cava

Alcaloides: Son bien conocidos los alcaloides isoquinolínicos presentes en la familia: derivados de la berberina, de la tetrahidroberberina, de la protopina y de la benzofenantridina en Papaveroideae, y de la espirobenzilisoquinolina y de la cularina en Fumarioideae, así como de otros grupos que les dan conocidas propiedades farmacológicas, como son los  derivados de la aporfina, de los morfinanos, de la pavina, de la isopavina, de la narceína y de la roeadina.
Otros: Contienen además otras sustancias características: ácido mecónico y ácido quelidónico, así como compuestos cianogenéticos glucosídicos derivados de la tirosina: durrina y trigloquinina; en las Fumarioideae y en Chelidonieae es característica la presencia de un aminoácido libre: δ-acetilornitina. 
Flavonoides: Iridoides y proantocianidinas ausentes. Flavonoles, kaempferol y /o quercetina presentes.

## Usos

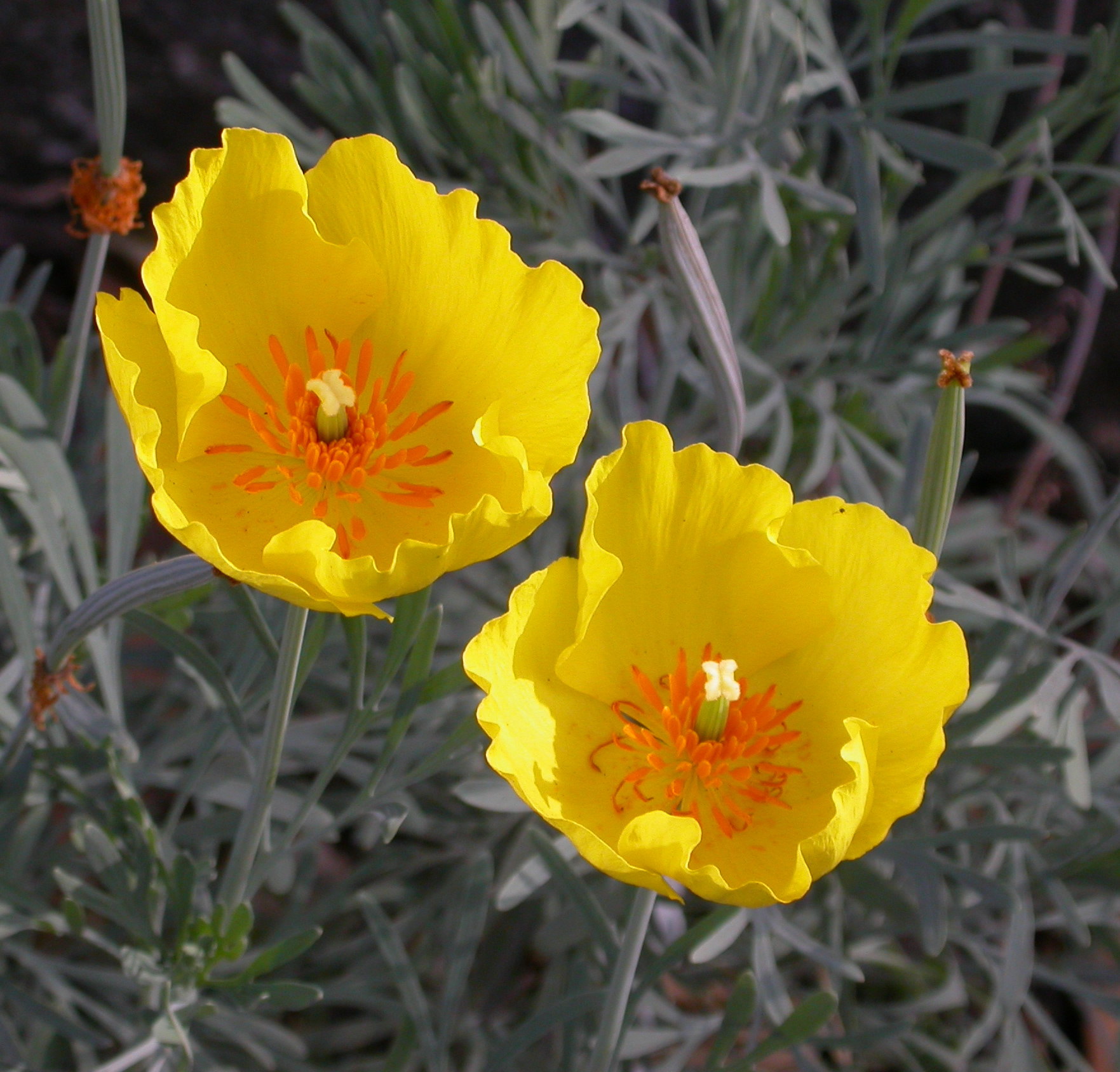
Hunnemannia fumariifolia

Las Papaveroideae presentan interés horticultural, con numerosas especies utilizadas en jardinería. Sólo dos especies tienen interés económico por la producción de opio y sus derivados, de uso farmacológico: la adormidera, Papaver somniferum, que se cultiva legalmente para la obtención de morfina y otros alcaloides, y Papaver bracteatum, por la tebaína. La producción ilegal de adormidera en Asia para la obtención de opio y heroína iguala prácticamente la legal en el resto del mundo. Algunas Fumarioideae tienen un uso limitado en jardinería, siendo muy conocidas Lamprocapnos spectabilis, el "corazón sangrante", y la "fumaria amarilla", Pseudofumaria lutea; en la farmacopea tradicional china se utilizan los tubérculos hervidos y secados del "yanhusuo", Corydalis yanhusuo.

## Posición sistemática
Las papaveráceas son un grupo de angiospermas que se incluyen en el clado eudicotiledóneas. Se han relacionado usualmente con las ranunculáceas, que difieren por importantes caracteres, pero con las que comparten, p. ej., la presencia de alcaloides derivados de la isoquinolina. Basándose en datos moleculares y morfológicos, el Angiosperm Phylogeny Website (APW) considera que forma parte del Orden Ranunculales, siendo el grupo hermano del clado formado por ((lardizabaláceas, circaeasteráceas) (menispermáceas (berberidáceas, ranunculáceas)).

## Taxones incluidos

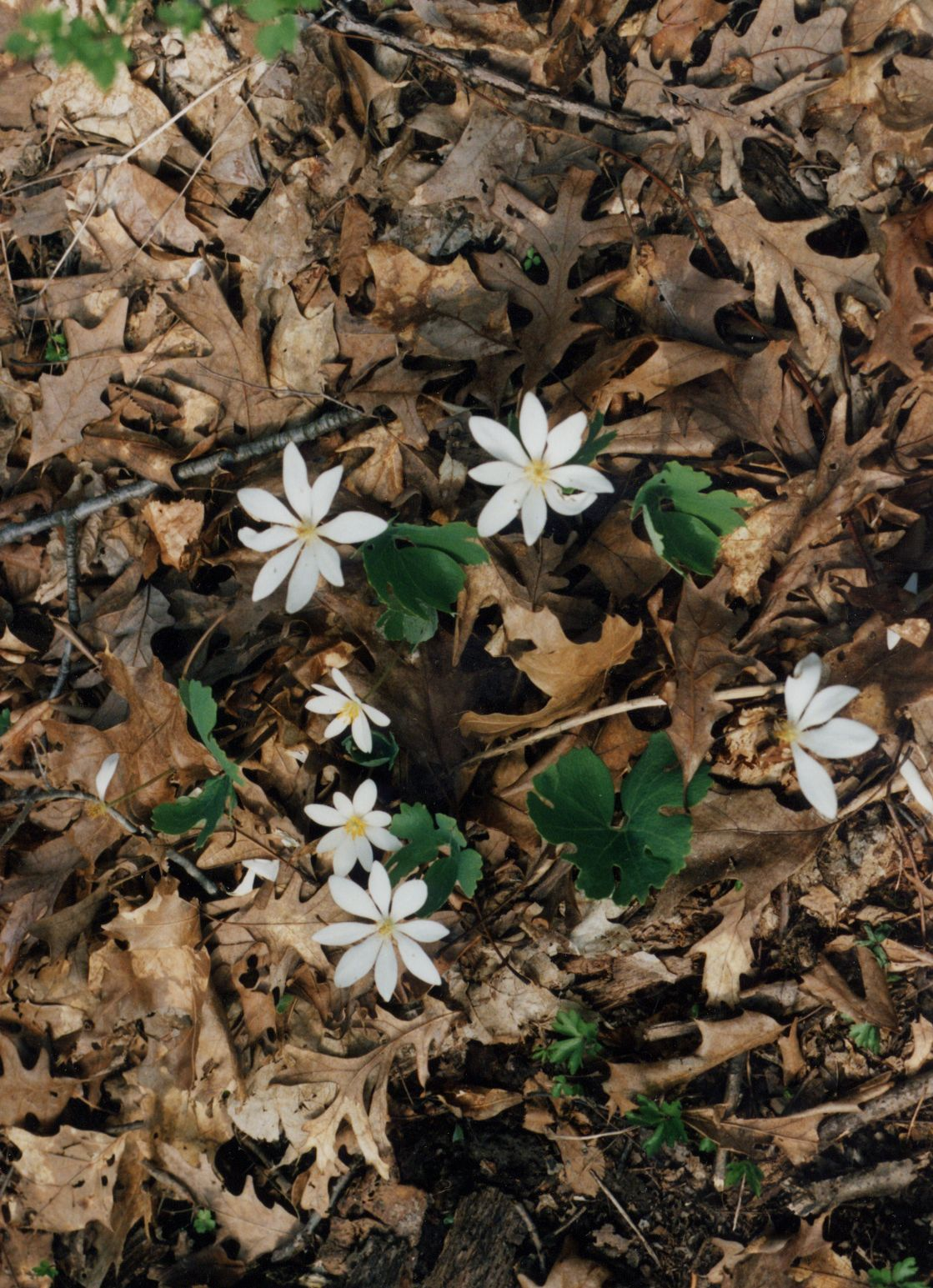
Sanguinaria canadensis

El concepto de familia papaveráceas que se desarrolla aquí engloba tres táxones que otros autores prefieren separar como familias distintas, a pesar de sus estrechas relaciones filogenéticas: Papaveraceae sensu stricto, Fumariaceae y Pteridophyllaceae; en esta alternativa, se les considera con rango de subfamilia. Los análisis morfológicos y moleculares (Hoot et al., 1997) demuestran una posición basal de la subfamilia Pteridophylloideae y una división en dos clados terminales, las subfamilias Fumarioideae y Papaveroideae, claramente monofiléticas. La división interna de las Fumarioideae sigue a Lidén (1993) (véase referencias) y la de las Papaveroideae a Hoot et al. (1997). En este último análisis, la tribu Eschscholzieae sería el clado basal, y grupo hermano del resto de la subfamilia, que se dividiría en otro clado terminal (Chelidonieae) y en su grupo hermano, formado por Papavereae y Platystemoneae, cuya separación no está fundamentada con los datos presentados por estos autores.
- Subfamilia Pteridophylloideae Murb., 1912
  - Un único género: Pteridophyllum Siebold & Zucc., 1843. Japón.
- Subfamilia Fumarioideae Eaton, 1836
  - Tribu Hypecoeae Dumort., 1827
    - Un único género: Hypecoum L., 1753. Región mediterránea hasta Mongolia y China occidental.

  - Tribu Fumarieae Dumort., 1827
    - Adlumia Raf. ex DC., 1821. Norteamérica oriental, Corea, China.
    - Capnoides Mill., 1754. Norteamérica boreal.
    - Ceratocapnos Durieu, 1844. Sudoeste de Europa, noroeste de África, Mediterráneo oriental.
    - Corydalis DC., 1805, nom. cons. Eurasia, Norteamérica, África oriental.
    - Cryptocapnos Rech.f., 1968. Afganistán central.
    - Cysticapnos Mill., 1754. Sudáfrica.
    - Dactylicapnos Wall., 1826. Himalaya.
    - Dicentra Bernh., 1833, nom. cons. Asia oriental, Norteamérica.
    - Discocapnos Cham. & Schltdl., 1826. Sudáfrica.
    - Ehrendorferia Fukuhara & Lidén, 1997. Estados Unidos occidentales.
    - Fumaria L., 1753. Región mediterránea, Himalaya, África oriental.
    - Fumariola Korsh., 1898. Asia central.
    - Ichtyoselmis Lidén & Fukuhara, 1997. China.
    - Lamprocapnos Endl., 1850. China, Corea.
    - Platycapnos (DC., 1821) Bernh., 1833. Región mediterránea occidental.
    - Pseudofumaria Medik., 1789. Italia, Balcanes.
    - Rupicapnos Pomel, 1860. África noroccidental.
    - Sarcocapnos DC., 1821. España, Marruecos, Argelia.
    - Trigonocapnos Schltr., 1899. Sudáfrica.
- Subfamilia Papaveroideae Eaton, 1836
  - Tribu Eschscholzieae Baill., 1871
    - Dendromecon Benth., 1834. California.
    - Eschscholzia Cham., 1820. Norteamérica occidental.
    - Hunnemannia Sweet, 1828. México oriental.

  - Tribu Chelidonieae Dumort., 1827
    - Bocconia L., 1753. América central y meridional, Antillas.
    - Chelidonium L., 1753. Eurasia.
    - Dicranostigma Hook.f. & Thomson, 1855. Asia central.
    - Glaucium Mill., 1754. Europa a Asia central.
    - Eomecon Hance, 1884. China oriental.
    - Hylomecon Maxim., 1859. Asia oriental.
    - Macleaya R. Br., 1826. Asia oriental.
    - Sanguinaria L., 1753. Norteamérica oriental.
    - Stylophorum Nutt., 1818. Norteamérica oriental, Asia oriental.

  - Tribu Platystemoneae Spach, 1838
    - Hesperomecon Greene, 1903. Norteamérica occidental.
    - Meconella Nutt., 1838. Norteamérica occidental.
    - Platystemon Benth., 1834. Norteamérica occidental.

  - Tribu Papavereae Dumort., 1827
    - Arctomecon Torr. & Frém., 1845. Norteamérica occidental.
    - Argemone L., 1753. Norteamérica, Antillas, América central y meridional, Hawái.
    - Canbya Parry, 1877. Norteamérica occidental.
    - Meconopsis Vig., 1814. Asia central meridional, Europa occidental. Parafilético (véase Kadereit et al., 1997 en referencias).
    - Papaver L., 1753. Hemisferio norte, Sudáfrica, Cabo Verde. Polifilético (véase Kadereit et al., 1997 en referencias).
    - Roemeria Medik., 1792. Región mediterránea, sudoeste de Asia.
    - Romneya Harv., 1845. California.
    - Stylomecon G. Taylor, 1930. California.

## Clave de identificación

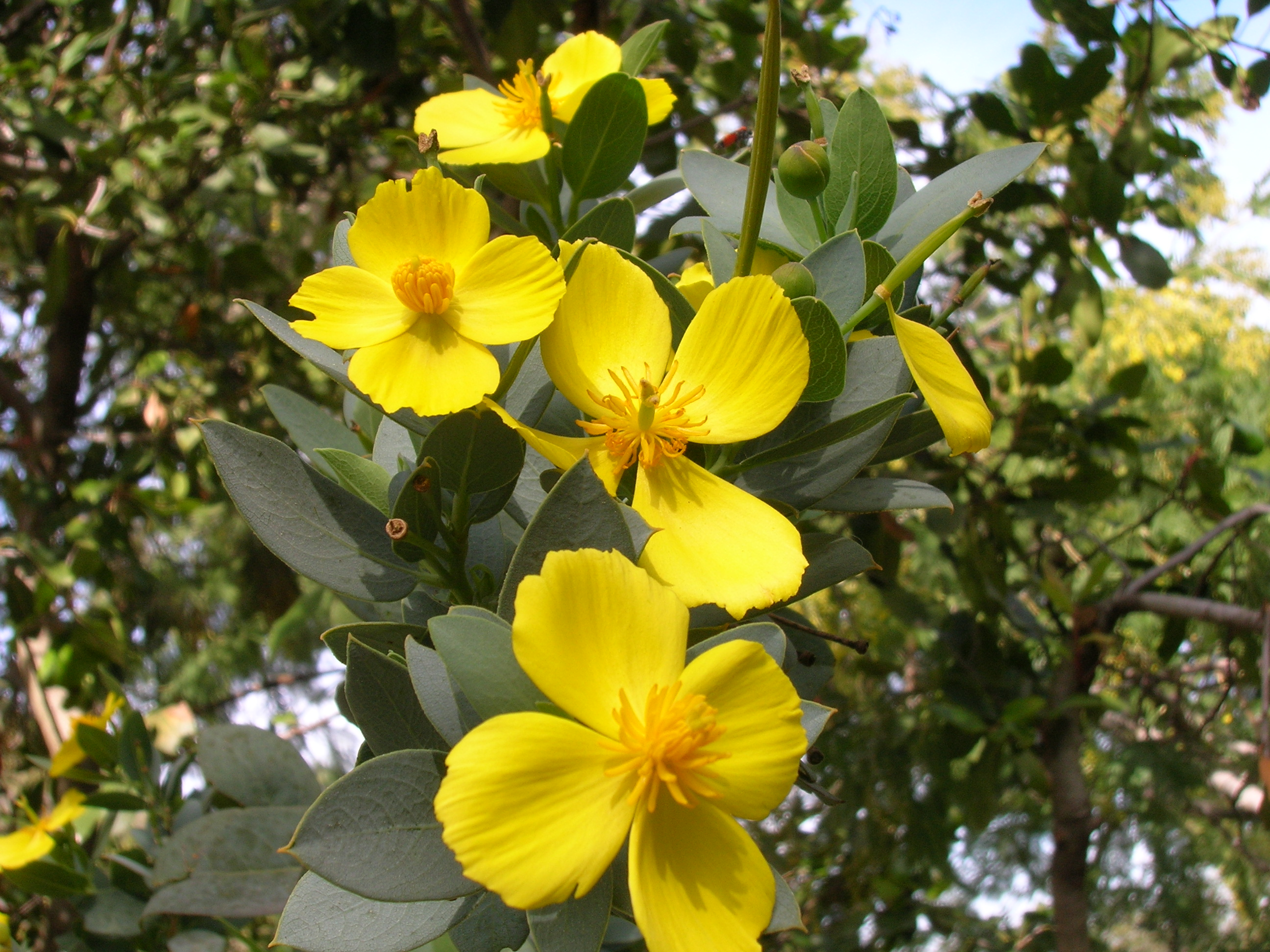
Dendromecon harfordii

Los géneros incluidos en esta familia pueden separarse mediante la siguiente clave:
- Flores disimétricas o zigomorfas. Látex ausente.
  - Flores disimétricas.
    - Pétalos externos no espolonados.
      - Pétalos internos muy diferentes de los externos, trilobulados, el lóbulo medio erecto, espatulado, con el ápice fimbriado o denticulado. Hojas 2-3-pinnatisectas. Fruto linear, a veces lomentáceo, pluriseminado.

Hypecoum
- Pétalos internos similares a los externos, normales. Hojas pinnadas. Fruto obcordado, con 2 semillas.

Pteridophyllum
- Al menos un pétalo externo espolonado.

- Flores y frutos erectos. Semillas sin arilo.

Ehrendorferia
- Flores y frutos péndulos. Semillas usualmente con arilo.

- Planta escaposa, hojas basales.

Dicentra
- Planta con hojas en el tallo.

- Planta trepadora. Hojas con zarcillos.

- Corola rosa. Inflorescencia axilar.

Adlumia
- Corola amarilla. Inflorescencia terminal.

Dactylicapnos
- Hierbas erectas. Hojas sin zarcillos.

- Corola rosa, acorazonada.

Lamprocapnos
- Corola amarilla, oblonga.

Ichtyoselmis
- Flores zigomorfas

- Estilo persistente en fruto.

- Zarcillos presentes. Semillas sin arilo.

- Fruto monospermo, discoide.

Discocapnos
- Fruto polispermo, capsular o vesiculoso.

Cysticapnos
- Zarcillos ausentes. Semillas con arilo.

- Inflorescencia cimosa. Pétalos internos rosados de ápice amarillo. Fruto linear.

Capnodes
- Inflorescencia racemosa. Sin los demás caracteres a la vez.

Corydalis
- Estilo caduco en fruto (a veces con el ápice prolongado en pico).

- Zarcillos presentes.

- Pedicelos capilares, de más de 10 mm. Fruto de sección triangular, con 1 semilla.

Trigonocapnos
- Pedicelos cortos, de menos de 5 mm. Fruto de sección cuadrangular, con 1-5 semillas.

Ceratocapnos
- Zarcillos ausentes.

- Fruto polispermo. Semillas con arilo.

Pseudofumaria
- Fruto 1-2-spermo. Semillas sin arilo.

- Fruto aplanado, de margen engrosado, con endocarpo membranoso separado del mesocarpo.

- Inflorescencia en racimo denso, espiciforme. Flores estrechamente aladas. Foliolos lineares. Fruto sin costillas laterales y 1 semilla.

Platycapnos
- Inflorescencia en racimo laxo, corimboso. Flores ampliamente aladas. Foliolos ovados a cordiformes. Fruto con 3 costillas laterales y 1-2 semillas.

Sarcocapnos
- Fruto globular o cilíndrico, el endocarpo no separado.

- Flores amarillas. Fruto cilíndrico.

Fumariola
- Flores de otro color. Fruto más o menos globular.

- Inflorescencia en racimo largo, los pedicelos cortos e iguales.

Fumaria
- Inflorescencia corimbosa, los pedicelos largos y desiguales.

- Fruto con 2 poros germinativos en la base del pico.

Cryptocapnos
- Fruto sin poros germinativos.

Rupicapnos
- Flores actinomorfas. Látex presente, lechoso o acuoso.
  - Ovario 2-carpelar.
    - Cápsulas maduras con 10 nervios longitudinales, de dehiscencia explosiva. Indumento, si presente, de pelos unicelulares.
      - Arbusto. Hojas indivisas, lanceoladas a oblongas.

Dendromecon
- Hierba. Hojas multífidas, rara vez lineares.

- Sépalos libres.

Hunnemannia
- Sépalos soldados

Eschscholzia
- Cápsulas maduras sin 10 nervios longitudinales, dehiscencia no explosiva o indehiscentes. Indumento, si presente, de pelos multicelulares.

- Pétalos ausentes. Cápsulas con 1-6 semillas.

- Hojas pinnatinervias. Cápsula abriéndose hacia el ápice, valvas caducas. Usualmente plantas leñosas.

Bocconia
- Hojas palmatinervias. Cápsula abriéndose hacia la base o indehiscente, valvas persistentes. Hierbas.

Macleaya
- Pétalos presentes. Cápsulas con 7 o más semillas usualmente.

- Hojas en roseta basal, palmatinervias.

- Sépalos soldados. Pétalos 4.

Eomecon
- Sépalos libres. Pétalos 6-12.

Sanguinaria
- Hojas basales y caulinares, si sólo basales, pinnatinervias.

- Flores en umbelas, con brácteas pequeñas enteras.

- Umbelas sésiles. Cápsulas colgantes en la madurez.

Stylophorum  (parte)
- Umbelas pedunculadas. Cápsulas erectas en la madurez.

- Hojas todas basales.

Hylomecon  (parte)
- Hojas basales y caulinares.

Chelidonium
- Flores en racimos, corimbos o solitarias, con hojas normales o brácteas grandes.

- Semillas con arilo. Inflorescencia con hojas normales.

Hylomecon  (parte)
- Semillas sin arilo. Inflorescencia con brácteas grandes.

- Lóculo relleno de tejido medular proliferativo de las placentas.

Glaucium
- Lóculo no relleno.

Dicranostigma
- Ovario de 3 o más carpelos.

- Ápices de los carpelos y estigmas libres.

- Ovario de 6-25 carpelos, transversalmente estrechados, fruto en esquizocarpo dividiéndose en mericarpos uniseminados.

Platystemon
- Ovario de 3 carpelos, no estrechados, fruto no en esquizocarpo.

- Hojas lineares. Ovario y fruto ovoides. Estambres numerosos.

Hesperomecon
- Hojas espatuladas. Ovario y fruto lineares. Estambres 4-6 o 12.

Meconella
- Ápices de los carpelos soldados, estigmas confluyentes.

- Flores en umbelas sésiles.

Stylophorum  (parte)
- Flores no en umbelas.

- Plantas anuales minúsculas (hasta 8 cm). Hojas lineares, suculentas. Estambres 6, 9 o 12.

Canbya
- Plantas mayores, anuales, bienales o perennes. Hojas nunca lineares. Estambres numerosos.

- Hojas cuneadas, apicalmente dentadas o incisas. Cápsulas coriáceas.

Arctomecon
- Hojas no cuneadas. Cápsulas secas.

- Cápsulas lineares.

- Anuales. Pétalos rojos o violetas. Estigmas sésiles.

Roemeria
- Perennes. Pétalos amarillos o azules, si rojos o violetas, estigmas en un estilo.

Meconopsis  (parte)
- Cápsulas a lo sumo clavadas o estrechamente obovoides.

- Cápsulas con estilo ensanchado en disco en la base.

- Anuales. Ovario y cápsula glabros.

Stylomecon
- Perennes. Ovario y cápsula setosos.

Meconopsis  (parte)
- Cápsulas sin estilo o con este no ensanchado en disco en la base.

- Sépalos con un saliente apical erecto. Semillas orbiculares.

Argemone
- Sépalos sin saliente apical. Semillas de otra forma.

- Estigmas lineares, sésiles, soldados en un disco plano a cónico.

Papaver
- Estigmas no soldados en disco.

- Placentas soldadas en una columna central. Ovario y cápsula setosos. Pétalos blancos. Estigmas sésiles. Hojas pinnatipartidas a pinnatisectas.

Romneya
- Placentas libres. Sin el resto de los caracteres juntos.

Meconopsis  (parte)